# (3682) Welther
(3682) Welther es un asteroide perteneciente al cinturón de asteroides, descubierto el 12 de julio de 1923 por Karl Wilhelm Reinmuth desde el Observatorio de Heidelberg-Königstuhl, Alemania.

## Designación y nombre
Designado provisionalmente como A923 NB. Fue nombrado Welther en honor a la historiadora estadounidense de astronomía Barbara Welther.